# عملية أحادية
في الرياضيات، العملية الأحادية (بالإنجليزية: unary operation)‏ هي عملية ذات معامل وحيد. أي أنها تأخذ قيمة واحدة من المجموعة المعرفة عليها لتجري له عملية التحويل. مثالها النفي المنطقي وهو عملية أحادية على قيمة صحة مقولة ما، عملية التربيع أيضا عملية أحادية فهي تطبق على عدد وحيد لإيجاد مربعه ضمن مجموعة الأعداد الحقيقية، مثال آخر هو العاملي أو المضروب لعدد حقيقي ما.
العملية الأحادية على مجموعة S ليست سوى تابع
S → S.

## أمثلة على العمليات الأحادية
- القيمة المطلقة لعدد حقيقي
- عملية نفي (−x) لعدد حقيقي
- عملية الرفع إلى أس (تربيع، تكعيب،...الخ) لعدد حقيقي
- إيجاد العاملي لعدد طبيعي
- التوابع المثلثية على الأعداد الحقيقية
- اللوغاريتم الطبيعي لعدد حقيقي
- اللوغاريتم عشري لعدد طبيعي